# Man of Science, Man of Faith (Izgubljeni)
"Man of Science, Man of Faith" je prva epizoda druge sezone televizijske serije Izgubljeni i sveukupno 26. epizoda kompletne serije. Režirao ju je Jack Bender, a napisao Damon Lindelof. Prvi puta se emitirala 21. rujna 2005. godine na televizijskoj mreži ABC. Glavni lik radnje epizode je Jack Shephard koji se u radnji prije dolaska na otok bori kako bi izliječio Sarah (koja će mu kasnije postati supruga). U radnji koja se događa na otoku, John Locke i Kate Austen odluče ući u podzemno okno.
Tijekom pisanja epizode, producenti su željeli nastaviti priču o oknu koja je ostala visiti u zraku na kraju prethodne sezone pa su odlučili događaje koji se odvijaju na splavi ostaviti za sljedeću epizodu - "Adrift". Epizoda Man of Science, Man of Faith dobila je pozitivne kritike te je do kraja serije ostala najgledanija pojedinačna epizoda s 23.47 milijuna gledatelja u Sjevernoj Americi. 

## Radnja

### Prolog
Muškarac (Henry Ian Cusick) se budi iz svog kreveta i odmah unosi nekoliko brojeva u kompjuter koji naliči kompjuterima iz razdoblja 70-ih godina prošlog stoljeća. Nakon toga se oblači i započinje svoj dan dok kamera prati njegovo kretanje kroz prostorije koje se sastoje od raznih stvari od 60-tih godina naovamo. Uključi glazbu, započne vježbati, tušira se, pravi si doručak i daje si injekciju. Odjednom ga prekida eksplozija što ga nagna da se naoruža prije nego ode to teleskopa. Kroz njegov pogled publika otkriva Jacka Shepharda (Matthew Fox) i Johna Lockea (Terry O'Quinn) koji gledaju nad otvorenim oknom. 

### Prije otoka
Jack susreće svoju buduću suprugu Sarah (Julie Bowen) koja je došla u hitnu nakon prometne nesreće. On joj spašava život, ali joj govori da je zbog ozljede kralježnice malo vjerojatno da će Sarah tijekom svog života moći ponovno hodati. 
Nakon što ga otac (John Terry) opomene zbog pesimizma, Jack operira Sarah te poslije operacije odlazi trčati po nogometnom stadionu. Tijekom trčanja padne pa mu u pomoć prilazi muškarac Desmond koji također trči stadionom, a koji mu govori da trenira za utrku oko svijeta. Jack se povjeri Desmondu o tome kako je iznevjerio Sarah, a Desmond mu govori da se nikad ne smije izgubiti nada. Kada se Jack vrati u sobu od Sarah otkriva da je operacija uspjela i da će ona ipak moći hodati.

### Na otoku
Na ulasku u okno Locke govori da ne trebaju čekati dan kako bi ušli u njega. S druge strane, Jack smatra da bi trebali pričekati. U isto vrijeme u pećinama, Shannon Rutherford (Maggie Grace) i Sayid Jarrah (Naveen Andrews) traže Waltovog (Malcolm David Kelley) psa Vincenta u džungli. Tijekom potrage Shannon u viziji vidi Walta, potpuno mokrog koji nerazgovjetno priča. Sve to spomene drugim preživjelima, ali nitko joj ne vjeruje. 
Kada dođe do pećina, Jack objašnjava novonastalu situaciju ostalim preživjelima obećavajući im da će sve biti u redu ako ostanu zajedno. U tom trenutku pojavljuje se Locke koji uzima kabel i govori da odlazi u okno. Nedugo potom Kate Austen (Evangeline Lilly) odlazi za njim. Dok je Locke spušta niz okno, Kate netragom nestaje nakon što se iz okna pojavi veliko blještavo svjetlo.
U pećinama, nakon što je ostale preživjele obavijestio o njihovom odlasku u džunglu i smrti Dr. Arzta (Daniel Roebuch), Jack odluči poći za Kate i Lockeom. Kada dođe do okna ne pronalazi nikoga te se samostalno spušta niz ulaz. Dok istražuje početak okna ugleda oslikani zid te drugi zid kod kojeg njegov ključ oko vrata privuče snažna magnetska sila. Odjednom ga iznenadi snažno blještavo svjetlo i glasna glazba pa on ulazi u podzemnu geodetsku kupolu s kompjuterskom opremom koja uključuje kompjuter Apple II. Jack pokuša upotrijebiti kompjuter, ali se Locke pojavljuje i govori Jacku da ga ne dira. Jack podiže pištolj i uperi ga u Lockea te upita gdje je Kate, a ubrzo potom shvati da je u Lockea uperena puška. Muškarac koji prijeti Lockeu kaže da će ga ubiti ako Jack ne spusti svoje oružje. Jack odbija i umjesto toga upita Lockea zar je to sudbina o kojoj je cijelo vrijeme pričao. U konačnici muškarac izlazi iz sjene i Jack ga prepoznaje: to je Desmond s nogometnog stadiona. 

## Produkcija
Premda naslov epizode Man of Science, Man of Faith aludira na citat iz finala prve sezone u kojoj Locke sebe opisuje kao čovjeka od vjere, a Jacka kao čovjeka od znanosti, scenarist Damon Lindelof istaknuo je da se naslov zapravo odnosi samo na lik Jacka koji predstavlja oboje - u radnji koja se događa prije otoka gledamo empirističkog "čovjeka od znanosti" koji se suočava s čudom dok liječi pacijenticu. Scenarij epizode fokusiran je isključivo na otvaranje okna, a drugi cliffhanger iz finala prve sezone - uništenje Michaelove splavi i otmica njegovog sina Walta od strane Drugih - ostavljen je za drugu epizodu sezone, "Adrift". Uzbudljivi završetak prethodne sezone također je postavio i ton ove epizode: preživjeli očekuju napad Drugih, ali publika već zna da oni neće doći budući su otišli prema splavi. Kako bi epizodu prilagodili novim gledateljima, mnogi dijalozi ponavljaju događaje iz prve sezone.
Producenti su odlučili započeti epizodu unutar okna Labud zbog toga što su pretpostavljali da će publika očekivati direktan nastavak epizode (i sezone) kod Lockea i Johna koji gledaju niz otvor okna pa je uvod snimljen na mjestu koje ne otkriva lokaciju ili razdoblje - redatelj Jack Bender izjavio je da ga je sve to podsjetilo na njegov stan u San Franciscu - sve do eksplozije otvora okna. Za radnju koja se odvija prije dolaska na otok, redatelj Bender odlučio je izbjeći snimanje scena u hitnoj službi po uzoru na istoimenu seriju pa je većina scena snimljena "kamerom iz ruke" kako bi se dobio "spontani osjećaj". Operacija nad Sarah snimljena je u pravoj operacijskoj sali u Oahu, dok je scena na igralištu snimljena na nogometnom stadionu Aloha u Honoluluu.
Počevši od ove epizode, preživjeli polako počinju napuštati pećine - lokaciju koju su producenti smatrali izrazito teškom za snimanje i "ne pretjerano estetski dobrom". Stanica Labud postat će glavno mjesto radnje druge sezone zbog svoje tajanstvenosti, ali i udobnosti koju pruža protagonistima radnje poput struje i hrane. Stanica je izgrađena po uzoru na modernizam 70-ih godina prošlog stoljeća, slično kao što i Tomorrowland u Disneylandu pobuđuje modernu 60-ih godina, ali uz oronuli izgled zbog neodržavanja. Uz nagovještaj činjenice da je stanica izgrađena zbog opasnih namjera u njoj se nalazi i veliki betonski zid sa snažnom magnetskom snagom. Okno je u potpunosti kompjuterski generirano, a scene u njemu snimane su uz pomoć zelenog ekrana.
Ovo je prva epizoda u kojoj je upotrebljena pjesma "Make Your Own Kind of Music" u izvedbi pjevačice Mame Cass koja će se kasnije čuti u mnogim epizodama. Lindelof je odabrao ovu pjesmu, jer ga je podsjećala na djetinjstvo kada je njegova majka "znala slušati radio nedjeljom ujutro kada bi uključila glazbu, usisavač i plakala." Također je izjavio da riječi same pjesme pašu uz epizodu te da pjesma ima određeni osjećaj u sebi zbog osobne povijesti pjevačice Mame Cass.

## Priznanja
Premijera sezone Man of Science, Man of Faith bila je najgledanija epizoda serije s 23.47 milijuna Amerikanaca. Toga tjedna to je bila treća najgledanija epizoda neke serije, odmah iza epizoda serija Ekipa za očevid i Kućanice.
Kritike epizode bile su pozitivne. Jeff Jensen iz časopisa Entertainment Weekly bio je frustriran što epizoda nije otkrila događaje na splavi te što je u njoj natrpana hrpa novih misterija, ali mu se svidio sam scenarij i simbolizam. Keith McDuffee iz TV Squad napisao je da se "nalazio u napetosti" kroz čitavu epizodu. Chris Carabott iz IGN-a dao je ocjenu epizodi 9.3/10 najviše hvaleći radnju koja se odvija prije otoka: "Sjajno montirana, totalno u skladu s događajima na otoku", a posebno je pohvalio i glumu Julie Bowen kao Sarah. Maureen Ryan iz Chicago Tribunea napisala je da epizoda "ima odličan ritam i fantastičan povratak formi". Ryan Mcgee iz Zap2it smatrao je da su uvod s oknom i Desmondova i Jackova scena na stadionu vrhunci premijere sezone.
Glavni kamerman Michael Bonvillain nominiran je za prestižnu televizijsku nagradu Emmy u kategoriji najbolje kamere upravo za ovu epizodu. Portal IGN postavio je epizodu Man of Science, Man of Faith na 18. mjesto najboljih epizoda serije Izgubljeni, dok su novine Los Angeles Times istu epizodu postavile na 11. mjesto najboljih epizoda cjelokupne serije uz dodatak da se radilo o najboljem Jackovom flashbacku i o epizodi koja je demonstrirala "koliko je serija postala samouvjerena te da se u to vrijeme nalazila na svom vrhuncu."

## Vanjske poveznice
- "Man of Science, Man of Faith"  Arhivirana inačica izvorne stranice od 13. rujna 2012. (Wayback Machine) na ABC-u